# آب خر زهرة
آب خر زهرة (شلال ودشتغل) (بالفارسية: آب خرزهره) هي منطقة سكنية تقع في إيران في قسم شلال ودشتغل الريفي. يقدر عدد سكانها بـ 133 نسمة بحسب إحصاء 2016.